# Chronologie de Lyon
La chronologie de Lyon liste les principaux événements qui jalonnent l'histoire de la ville de Lyon, en France.

## Antiquité
Voir aussi: Lugdunum
- Ier siècle av. J.-C. - Construction du murus gallicus, témoignant de l'occupation gauloise.
- 43 av. J.-C. - Fondation de la colonie romaine de Lugdunum[1].
- 27 av. J.-C. - La ville devient la Capitale des Gaules.
- 20-18 av. J.-C - Agrippa, gendre d’Auguste, organise le réseau routier des Gaules dont le point de départ est Lugdunum, faisant de la ville un carrefour majeur de l’Empire[2].
- 19 av. J-C. - Construction du Sanctuaire Fédéral des Trois Gaules.
- 15 av. J.-C. - Construction du Théâtre antique de Fourvière (date approximative).
- 10 av. J.-C. -  Naissance de l'empereur romain Claude.
- 65 - Grave incendie.
- 117-132 - Construction de l'Odéon.
- 177 - Persécutions des chrétiens, les Martyrs de Lyon (dont l'évêque Pothin et Blandine).
- 188 - Naissance de l'empereur romain Caracalla.
- 197 - Bataille de Lugdunum[3].
- 297  Lugdunum perd son titre de capitale au profit de Trèves.
- 353 - suicide à Lugdunum de l'Empereur d'Occident, Magnence, qui était vaincu.
- 383 - exécution sur le Rhône de l'Empereur Gratien.
- 392 - Eugène proclamé empereur d'Occident à Lyon.
- 470-474 - Lyon devient la capitale des Burgondes sous le règne de Chilpéric II.

## Avant leXVesiècle
- 480 : Installation officielle des Burgondes à Lyon sous le règne de Gondebaud.
- 516 : Mort de Gondebaud, roi burgonde[4].
- 534 - Chute du royaume burgonde. Les Francs, sous la conduite des fils de Clovis, conquièrent le royaume burgonde et intègrent Lyon dans le royaume mérovingien[5].
- 549 : Fondation légendaire du premier hôpital de Lyon par Childebert[6].
- 581 : Troubles et émeutes à Lyon lors du passage du roi Gontran.
- 613 : Lyon rattachée définitivement au royaume franc unifié sous Clotaire II[4].
- 725 : Prise et pillage de Lyon par les Sarrasins lors des incursions musulmanes en Gaule.
- 843 : Par le traité de Verdun, Lyon est rattachée à la Lotharingie, puis passe au royaume de Bourgogne et Provence[7].
- 1032 : Lyon devient possession du Saint Empire romain germanique.
- 1074 : Le pape Grégoire VII accorde à l’archevêque de Lyon le titre de « primat des Gaules »[8].
- 1170 - Apparition de l'Église évangélique vaudoise.
- 1157 : L’empereur Frédéric Barberousse concède à l’évêque de Lyon les droits régaliens sur la rive gauche de la Saône.
- 1180 - Début de la construction de la Primatiale Saint-Jean de Lyon.
- 1245 - Convocation du Premier Concile de Lyon[3].
- 1272-1274 - Convocation du Deuxième Concile de Lyon[3].
- 1300 - Création de l'Université de Lyon.
- 1305 - Clément V intronisé pape à Lyon.
- 1307 - Lyon intègre le royaume de France[3].
- 1316 - Jean XXII élu et couronné pape à Lyon.
- 1320 - les citoyens obtiennent leur autonomie[9].
- 1381 - Installation de l'horloge publique[10].
- 1383 - L'horloge astronomique de Lyon fonctionne dans la cathédrale (date approximative).

## DuXVeauXVIIIesiècle
- 1420 - Les foires commerçantes sont autorisées à Lyon[11].
- 1454 - L'Hôtel-Dieu de Lyon entre en service.
- 1473 - Débuts de l'imprimerie à Lyon[12].
- 1480 - Fin de la construction de la Primatiale Saint-Jean de Lyon.
- 1498 - Construction de la Maison du Chamarier.
- 1506 - Ouverture de la bourse[11].
- 1515 - Débuts de l'industrie de la soie à Lyon.
- 1519 - Fondation du Collège de la Trinité.
- 1529 : “Grande rebeine” émeute populaire.
- 1531 - Fondation de l'Hospice de la Charité[13].
- 1540 - Grève des imprimeurs[11]. Le roi François Ier accorde le monopole de la production de soie à la ville de Lyon.
- 1546 : Fondation de l’Église protestante.
- 1548 - Henri II et Catherine de Médicis visitent la ville[14].
- 1562 : Prise de Lyon par les protestants, dirigés par le baron des Adrets, et destructions majeures de monuments religieux ; la ville est gouvernée un an par un consulat protestant.
- 1563 : Fin de l’occupation protestante après le traité d’Amboise, retour du pouvoir catholique.
- 1565 : Les Jésuites prennent la direction du Collège de la Trinité.
- 1593 : Transformation du cimetière de l’église Saint-Nizier en place publique.
- 1600 - Mariage d'Henri IV et Marie de Médicis[11].
- 1617 - Construction de l'église de l'Hospice de la Charité[13].
- 1628-1632 - Grande peste.
- 1643 : Début du vœu des échevins : chaque 8 septembre, les autorités lyonnaises montent à Fourvière pour remercier la Vierge d’avoir protégé la ville de la peste. Aujourd’hui célébré par la fêtes des lumières.
- 1651 - Construction de l'Hôtel de ville de Lyon.
- 1655 - Première représentation de L'Étourdi de Molière[15].
- 1700 - Création de l'Académie des sciences, belles-lettres et arts de Lyon[16],[17].
- 1702 - Fondation de la Chambre de commerce et d'industrie de Lyon[18],[19].
- 1704 - Établissement de la cour des monnaies.
- 1711 : Fondation de l’Hôtel-Dieu moderne, grand hôpital civil.
- 1711 - Inondations[20].
- 1722 : Inauguration de la place Bellecour.
- 1724 - Création de l'Académie des beaux-arts de Lyon[21].
- 1731 - Fondation de la Bibliothèque municipale de Lyon[22],[23].
- 1744 - Révolte des ouvriers du textile[24].
- 1749 : Création de la première chambre de commerce de France.
- 1750 - Début du développement du quartier Saint-Clair[24].
- 1761 - Fondation de l'École Vétérinaire de Lyon[25].
- 1771 - Établissement du Conseil Supérieur[24].
- 1775 :
  - 20 Janvier : Naissance d'André-Marie Ampère.
  - Ouverture du pont Saint-Clair[24].
- 1778 - Fondation du rite écossais rectifié à Lyon[24].
- 1786 - Grève des métiers à tisser[11].
- 1788 - Publication de l'annuaire de la ville de Lyon[26].
- 1792 - Création du Théâtre des Célestins
- 1793
  - Répression du soulèvement de Lyon contre la Convention Nationale.
  - Lyon intègre le département du Rhône.
  - Population : 102 167 habitants.

## XIXesiècle

### 1800-1849
- 1802 - Invention du Métier Jacquard à Lyon.
- 1803 - Ouverture du Musée des  Beaux-Arts de Lyon[27].
- 1807 - Création du cimetière de Loyasse.
- 1808 - Établissement de l'université.
- 1815 - 8 mars : Arrivée de Napoléon[3].
- 1820 - Population : 115 841 habitants[28].
- 1822 :
  - Fondation de la Société linnéenne de Lyon.
  - Fondation de la Société catholique pour la propagation de la foi.
- 1825 - Installation de la Statue de Louis XIV sur la Place Bellecour[13].
- 1830 - Fondation de la Société académique d'architecture de Lyon[29].
- 1831 - Novembre–décembre : Révolte des canuts[3].
- 1834 - Avril : Révolte des canuts[3].
- 1835 - Début de publication du journal Revue du Lyonnais.
- 1836 - Ouverture de la Brasserie Georges.
- 1840 - 4 novembre : Inondations[3].
- 1842 - Construction du Palais de justice[30].
- 1848 :
  - Début de publication du journal Le Salut public[18].
  - Reconstruction de l'église Saint-Georges.
- 1849 - juin : Révolte des canuts[3].

### 1850- 1899
- 1850 - 15 août : Banquet pour Louis Napoléon[3].
- 1852 - Rattachement des communes de Vaise, La Guillotière et La Croix Rousse; création des Arrondissements de Lyon : 1er, 2e, 3e, 4e, et 5e.
- 1854 - Ouverture de la Gare de Lyon-Vaise.
- 1855 - Ouverture de la Gare de Lyon-Perrache.
- 1856
  - Inondations[20].
  - Fondation de la Société des Missions Africaines à Lyon.
  - Population : 292 721 habitants.
- 1857 
  - Ouverture du parc de la Tête d'or, suivie du zoo l'année suivante.
  - Fondation de l'école centrale de Lyon.
- 1858 - Mise en service de la ligne  de Lyon-Perrache à Genève.
- 1859 - Début de publication du journal Le Progrès[31].
- 1860 :
  - Fondation de la Société Philharmonique[32].
  - Construction du Palais de la Bourse.
- 1861 :
  - Établissement du musée africain de Lyon.
  - Population : 318 803 habitants.
- 1862 - Ouverture de la première ligne de funiculaire.
- 1863 - Fondation du Crédit Lyonnais.
- 1864 - Construction de la Grande synagogue de Lyon. Ouverture du Musée des Tissus.
- 1867 - Création du 6e arrondissement de Lyon[33].
- 1872 :
  - Établissement de la Société botanique de Lyon.
  - Ouverture de l'École supérieure de commerce de Lyon[34].
- 1876 - Ouverture de la Gare de Lyon-Saint-Paul.
- 1877 - Ouverture du Théâtre des Célestins.
- 1879 - Début de publication du journal Le Nouvelliste de Lyon[35].
- 1880 - Début de publication du journal Le Monde lyonnais[35].
- 1883 - Construction de l'église du Bon-Pasteur.
- 1884 - Construction de la Basilique Notre-Dame de Fourvière.
- 1886 - Population : 401 930 habitatns.
- 1888 - Création de l'Association générale des étudiants de Lyon[36],[13].
- 1891 - Mise en service du funiculaire de la Croix-Rousse.
- 1892 - Installation de la Fontaine Bartholdi sur la Place des Terreaux.
- 1894 :
  - 29 avril : Ouverture de l'Exposition universelle, internationale et coloniale.
  - 24 juin : Assassinat du Président de la république Sadi Carnot.
  - 25 juin : Émeutes anti-italiens[3].
  - Construction de la Tour métallique de Fourvière et du Théâtre de l’Eldorado.
- 1895 - Tournage du premier film des frères Lumière, La Sortie de l'usine Lumière à Lyon.
- 1899 - Fondation de la section football du club omnisports Lyon Olympique Universitaire.
- 1900 - Statue de Carnot érigée sur la Place de la République[13].

## XXesiècle

### 1900-1944
- 1902 - Début de publication du journal Revue d'histoire de Lyon[37].
- 1903 :
  - Juillet : le premier Tour de France passe par Lyon.
  - Début de publication de la Revue musicale de Lyon.
- 1905 :
  - Établissement de l'Orchestre National de Lyon.
  - Édouard Herriot devient  maire.
- 1906 - Population : 472 114 habitants.
- 1908 - Ouverture de la Gare des Brotteaux.
- 1911 - Population : 523 796 habitants [38].
- 1912 - Création du 7e arrondissement de Lyon[39].
- 1914 - Exposition internationale urbaine de Lyon : construction de la Halle Tony Garnier.
- 1921 - Construction de la prison Montluc.
- 1924 - Ouverture de l'aéroport de Lyon-Bron.
- 1926 - Ouverture du Stade de Gerland.
- 1933 - Ouverture du cinéma Pathé Bellecour[40].
- 1935-1938 : Construction du Port Édouard-Herriot.
- 1940 - Juin : Lyon est occupée par les troupes allemandes pendant la Bataille de la Vallée du Rhône.
- 1941 - Début de la fouille de l'Odéon de Lyon[réf. nécessaire].
- 1944 - 2 septembre : les forces alliées reprennent la ville aux Allemands[11].

### 1945-1999
- 1950 - Fondation du club de football de l'Olympique Lyonnais.
- 1952 :
  - Ouverture du Tunnel de la Croix-Rousse.
  - Première édition de la course à pied SaintéLyon.
  - Début de publication de la revue de cinéma Positif.
- 1959 - Création du 8e arrondissement de Lyon[41].
- 1962 : Le Vieux-Lyon est classé secteur sauvegardé, c'est le premier en France[42].
- 1963 : annexion de Saint-Rambert l'Île Barbe.
- 1964 :
  - Création du 9e arrondissement de Lyon[43].
  - Construction du Musée de l'Imprimerie.
- 1968 - Population: 527 800 habitants.
- 1969 - Établissement de la Communauté urbaine de Lyon et du Ballet de l'Opéra de Lyon.
- 1971 - Création de l'Université Claude-Bernard-Lyon-I.
- 1973 - Création de l'Université Jean-Moulin-Lyon-III.
- 1975 :
  - Ouverture du Musée gallo-romain de Fourvière.
  - Ouverture de l'Aéroport de Lyon-Satolas, devenu par la suite aéroport de Lyon Saint-Exupéry.
  - Population: 456 716 habitants.
- 1977 : achèvement de la Tour Part Dieu, surnommée Le Crayon.
- 1978 - Mise en service de la ligne A du métro de Lyon.
- 1980 - Fondation du Conservatoire national supérieur de musique et de danse de Lyon.
- 1982 
  - Population: 413 095 habitants.
  - Création de l'Institut Lumière.
- 1983 :
  - Mise en service du TGV entre Paris et Lyon.
  - Fondation de l'Opéra National de Lyon.
  - Ouverture de la Gare de Lyon-Part-Dieu.
- 1987 - 11 mai : Début du procès Klaus Barbie.
- 1989 : 
  - Michel Noir devient maire[44].
  - Inauguration du siège d'INTERPOL.

- 1991 - Mise en service de la Ligne D du métro de Lyon.
- 1993 
  - Ouverture de l'Opéra Nouvel.
  - Lancement d'Euronews, chaîne d'information européenne, dont le siège est à Lyon.
- 1994-1995 - Réalisation de la Fresque des Lyonnais.
- 1995 :
  - Ouverture du Musée d'art contemporain de Lyon[45]
  - Raymond Barre devient maire.
- 1996 - Sommet du G7 à Lyon.
- 1997 - Reconstruction de la Gare de Lyon-Vaise.
- 1998 - Le centre historique de Lyon est classé Patrimoine Mondial de l'UNESCO[46].
- 1999 - Population: 445 452 habitants.

## XXIesiècle

### Années 2000
- 2001- Gérard Collomb devient maire.
- 2002 - Ouverture de l'Aquarium de Lyon.
- 2005 - Mise en service des Vélo'v[47].
- 2006 - Inauguration de la Cité Internationale de Lyon[48].

### Années 2010
- 2011 - Population : 491 268 habitants.
- 2012 - Mise en service du Tram-train de l'ouest lyonnais.
- 2013 - La population dépasse à nouveau les 500 000 habitants.
- 2014 - Ouverture du Musée des Confluences.
- 2015 :
  - Création de la Métropole de Lyon par loi MAPAM.
  - La Tour Incity devient la plus haute de Lyon avec ses 202 mètres[49].
- 2016 - Lyon intègre la région Auvergne-Rhône-Alpes.
  - 18 janvier : Inauguration du Parc Olympique Lyonnais (59 000 places) à Décines[50].
- 2018 - Ouverture de l'Hôtel Dieu rénové (commerces, restaurants, brasseries...)
- 2019 - Inauguration de la Cité internationale de la gastronomie de Lyon[51], dans l'ancien Hôtel-Dieu.
- 2023 - 23 novembre : inauguration de la salle multifonction LDLC Arena (12000/16000 places) à Décines[52].